# Супергурт
Супергурт (англ. «Supergroup») — музичний гурт, що складається із музикантів, що вже отримали визнання як сольні виконавці або у складі інших гуртів. Поняття застосовується в рок- та попмузиці.

## Історія

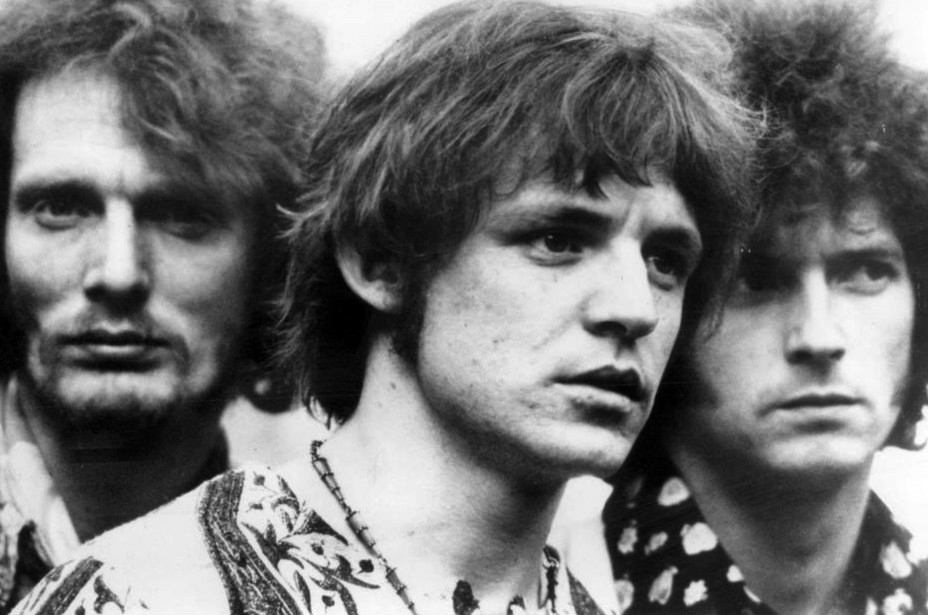
Супергурт Cream: Джинджер Бейкер, Джек Брюс, Ерік Клептон.

Поняття виникло в англомовних країнах у 1960-х роках для тих випадків, коли члени вже успішних груп збиралися, аби записати альбом разом, після чого вони зазвичай розлучалися. Вважається, що назва «супергурт» походить від альбому Super Session, записаного 1968 року американським музикантом Елом Купером за участі гітаристів Майкла Блумфілда та Стівена Стіллза. 1969 року редактор журналу Rolling Stone Янн Веннер назвав гурт Cream першим успішним супергуртом. Цей гурт і досі широко визнається як архетип «супергурту». Його члени — Ерік Клептон, Джек Брюс та Джинджер Бейкер співпрацювали впродовж трьох років, випустивши чотири альбоми, після чого гурт розпався, а Клептон та Бейкер сформували новий гурт Blind Faith.
Протягом 1960-х років було засновано ще декілька гуртів, чиї учасники досягали успіху і до цього. Зокрема, 1968 року було створено супергурт Crosby, Stills, Nash & Young, що складався з музикантів The Byrds, The Hollies та Buffalo Springfield. Формально, супергуртом можна вважати й створених того ж року Led Zeppelin, бо Джиммі Пейдж до цього грав у The Yardbirds, а Роберт Плант і Джон Бонем — у Band of Joy. У кожному наступному десятилітті з'являлися нові супергурти: в 1970-ті роки — Emerson, Lake & Palmer, 10CC та Eagles, у 1980-ті — Asia, GTR, у 1990-ті — Temple of the Dog, Mad Season, Foo Fighters, у 2000-ні — Audioslave, Velvet Revolver, Five Finger Death Punch, у 2010-ті — Black Country Communion, Adrenaline Mob, The Winery Dogs, у 2020-ті — The Smile, L.S. Dunes та багато інших.

## Найбільш відомі супергурти
2016 року в журналі Rolling Stone провели опитування читачів, згідно з яким визначили 10 найбільш популярних супергуртів.
1. Traveling Wilburys[en] (заснований 1988 року)
Боб Ділан, Том Петті, Рой Орбісон, Джефф Лінн та Джордж Гаррісон
2. Cream (1966)
Ерік Клептон (The Yardbirds), Джинджер Бейкер (Graham Bond Organization) та Джек Брюс (Manfred Mann)
3. Temple of the Dog (1990)
Кріс Корнелл (Soundgarden), Джеф Амент (Pearl Jam), Майк Маккріді (Pearl Jam), Стоун Ґоссард (Pearl Jam) та Метт Кемерон (Soundgarden, Pearl Jam)
4. Them Crooked Vultures (2009)
Дейв Ґрол (Nirvana, Foo Fighters), Джош Гоммі (Queens of the Stone Age) та Джон Пол Джонс (Led Zeppelin)
5. Crosby, Stills, Nash & Young (1968)
Девід Кросбі (The Byrds), Грем Неш (The Hollies), Стівен Стіллз (Buffalo Springfield) та Ніл Янг (Buffalo Springfield)
6. Blind Faith[en] (1969)
Ерік Клептон (Cream), Джинджер Бейкер (Cream), Стів Вінвуд (Traffic) та Рік Греч (Family)
7. Mad Season (1994)
Майк Маккріді (Pearl Jam), Лейн Стейлі (Alice in Chains), Баррет Мартін (Screaming Trees) та Джон Бейкер Сондерс (The Walkabouts)
8. The Highwaymen (1985)
Джонні Кеш, Віллі Нельсон, Вейлон Дженнінгс та Кріс Крістоферсон
9. Audioslave (2001)
Кріс Корнелл (Soundgarden), Том Морелло (Rage Against the Machine), Бред Вілк (Rage Against the Machine) та Тім Коммерфорд (Rage Against the Machine)
10. Bad Company (1973)
Пол Роджерс (Free), Саймон Кірк (Free), Мік Ральфс (Mott the Hoople) та Боз Баррелл (King Crimson)